# Відбірковий турнір до чемпіонату Європи з футболу серед молодіжних команд 2011. Група 9
Група 9 у відбірковому турнірі, в якій брали участь молодіжні збірні таких країн, як Англія, Греція, Литва, Македонія і Португалія.

## Турнірна таблиця
| Команда            | І | В | Н | П | ГЗ | ГП | РГ  | О  |
| ------------------ | - | - | - | - | -- | -- | --- | -- |
| Греція             | 8 | 6 | 1 | 1 | 13 | 7  | +6  | 19 |
| Англія             | 8 | 5 | 2 | 1 | 15 | 7  | +8  | 17 |
| Португалія         | 8 | 4 | 1 | 3 | 12 | 8  | +4  | 13 |
| Литва              | 8 | 1 | 2 | 5 | 3  | 11 | -8  | 5  |
| Північна Македонія | 8 | 0 | 2 | 6 | 9  | 19 | -10 | 2  |

Кваліфікація
- Греція і Англія забезпечили собі місця у плей-оф кваліфікації.
- Португалія і Литва вибули.
- Македонія зайняла останнє місце у групі.

## Матчі
| 28 березня 2009 16:00 CET |

| Греція                        | 3:1        | Північна Македонія |
| ----------------------------- | ---------- | ------------------ |
| Мітроглу 7' 48' Іоаннідіс 61' | Звіт матчу | Фазлі 50'          |

| Asteras Tripolis, Аркадія Арбітр: Радек Прігода ( Чехія) |

| 6 червня 2009 15:45 CET |

| Литва | 0:1        | Греція             |
| ----- | ---------- | ------------------ |
|       | Звіт матчу | Папастатопулос 76' |

| Судува, Маріямполе Арбітр: Магнус Торіссон ( Ісландія) |

| 4 вересня 2009 15:30 CET |

| Північна Македонія | 1:2        | Англія                        |
| ------------------ | ---------- | ----------------------------- |
| Ібраїмі 34'        | Звіт матчу | Сірс 68' Кеттермол 83 (пен.)' |

| Goce Delcev, Prilep Арбітр: Хуберт Сеєвич ( Польща) |

| 4 вересня 2009 19:15 CET |

| Португалія                             | 4:1        | Литва        |
| -------------------------------------- | ---------- | ------------ |
| Укра 25' 55' Руй Педру 63' Ауреліу 85' | Звіт матчу | Чведукас 26' |

| Dr. Jorge Sampaio, Vila Nova de Gaia (Porto) Арбітр: Драженко Ковачич ( Хорватія) |

| 8 вересня 2009 18:00 CET |

| Греція    | 1:1        | Англія      |
| --------- | ---------- | ----------- |
| Нініс 41' | Звіт матчу | Старрідж 5' |

| Asteras Tripolis, Аркадія Арбітр: Мауро Бергонці ( Італія) |

| 9 вересня 2009 15:30 CET |

| Північна Македонія | 1:1        | Литва         |
| ------------------ | ---------- | ------------- |
| Муарем 1'          | Звіт матчу | Новіковас 58' |

| Goce Delcev, Prilep Арбітр: Валерій Величко ( Білорусь) |

| 9 жовтня 2009 18:00 CET |

| Греція                             | 2:1        | Португалія      |
| ---------------------------------- | ---------- | --------------- |
| Куціанікуліс 4' К. Пападопулос 90' | Звіт матчу | Мігел Вітор 83' |

| Asteras Tripolis, Аркадія Арбітр: Станіслав Сухина ( Росія) |

| 9 жовтня 2009 20:45 CET |

| Англія                                             | 6:3        | Північна Македонія                      |
| -------------------------------------------------- | ---------- | --------------------------------------- |
| Гіббс 22' Річардс 30' Керолл 54' 87' Хайнз 67' 90' | Звіт матчу | Муарем 42' Ібраїмі 53' Гіббс 58 (авт.)' |

| Ricoh Arena, Ковентрі Арбітр: Фреді Фотрель ( Франція) |

| 13 жовтня 2009 15:15 CET |

| Північна Македонія | 1:1        | Португалія       |
| ------------------ | ---------- | ---------------- |
| Муарем 68'         | Звіт матчу | Адрієн Сілва 90' |

| Goce Delcev, Prilep Арбітр: Марк Картні ( Північна Ірландія) |

| 13 жовтня 2009 18:00 CET |

| Греція           | 1:0        | Литва |
| ---------------- | ---------- | ----- |
| Куціанікуліс 80' | Звіт матчу |       |

| Asteras Tripolis, Аркадія Арбітр: Юрій Мосейчук ( Україна) |

| 13 листопада 2009 16:00 CET |

| Литва        | 1:0        | Північна Македонія |
| ------------ | ---------- | ------------------ |
| Загурскас 5' | Звіт матчу |                    |

| стадіон Дарюса і Гіренаса, Каунас Арбітр: Павел Ольшак ( Словаччина) |

| 14 листопада 2009 12:30 CET |

| Англія   | 1:0        | Португалія |
| -------- | ---------- | ---------- |
| Роуз 40' | Звіт матчу |            |

| Вемблі, Лондон Арбітр: Торстен Кінхефер ( Німеччина) |

| 17 листопада 2009 16:00 CET |

| Литва | 0:0        | Англія |
| ----- | ---------- | ------ |
|       | Звіт матчу |        |

| Ветра, Вільнюс Арбітр: Іржи Єх ( Чехія) |

| 17 листопада 2009 18:15 CET |

| Португалія               | 2:1        | Греція         |
| ------------------------ | ---------- | -------------- |
| Руй Педру 51' Язалде 74' | Звіт матчу | Дімутсос 90+2' |

| José Arcanjo, Ольяу Арбітр: Фреді Фотрель ( Франція) |

| 3 березня 2010 19:00 CET |

| Англія        | 1:2        | Греція                                |
| ------------- | ---------- | ------------------------------------- |
| Делфаунсо 80' | Звіт матчу | К. Пападопулос 28' Я. Пападопулос 49' |

| Кіпмот, Донкастер Арбітр: Маріо Страхоня ( Хорватія) |

| 11 серпня 2010 20:00 CET |

| Литва | 0:1        | Португалія |
| ----- | ---------- | ---------- |
|       | Звіт матчу | Укра 16'   |

| Маріямполе, Маріямполе Арбітр: Даніеле Орсато ( Італія) |

| 3 вересня 2010 19:00 CET |

| Португалія | 0:1        | Англія       |
| ---------- | ---------- | ------------ |
|            | Звіт матчу | Старрідж 32' |

| Сідаде, Барселос Арбітр: Міхаель Лер'єус ( Швеція) |

| 4 вересня 2010 16:00 CET |

| Північна Македонія | 1:2        | Греція                       |
| ------------------ | ---------- | ---------------------------- |
| Георгієвськи 64'   | Звіт матчу | Сіовас 39' Ан. Папазоглу 80' |

| Младост, Струмиця Арбітр: Маріос Аврам ( Румунія) |

| 7 вересня 2010 17:00 CET |

| Англія                         | 3:0        | Литва |
| ------------------------------ | ---------- | ----- |
| Уелбек 62' 90+1' Олбрайтон 79' | Звіт матчу |       |

| Комм'юніті, Колчестер Арбітр: Матей Юг ( Словенія) |

| 7 вересня 2010 17:00 CET |

| Португалія                         | 3:1        | Північна Македонія     |
| ---------------------------------- | ---------- | ---------------------- |
| Бебе 23' Бура 87' Жоау Сілва 90+2' | Звіт матчу | Алтипармаковськи 90+4' |

| Жорже Сампайо, Порту Арбітр: Тороддур Яльталін ( Ісландія) |

## Бомбардири
Станом на 7 вересня було забито 52 голів за 20 матчів, в середньому 2,6 гола за гру.
| Поз. | Гравець               | Країна             | Голи |
| ---- | --------------------- | ------------------ | ---- |
| 1    | Муарем Муарем         | Північна Македонія | 3    |
| 1    | Укра                  | Португалія         | 3    |
| 2    | Зейвон Хайнз          | Англія             | 2    |
| 2    | Руй Педру             | Португалія         | 2    |
| 2    | Ендрю Керолл          | Англія             | 2    |
| 2    | Деніел Уелбек         | Англія             | 2    |
| 2    | Деніел Старрідж       | Англія             | 2    |
| 2    | Агім Ібраїмі          | Північна Македонія | 2    |
| 2    | Костас Мітроглу       | Греція             | 2    |
| 2    | Кіріакос Пападопулос  | Греція             | 2    |
| 2    | Вассіліс Куціанікуліс | Греція             | 2    |